# La banda Casaroli
La banda Casaroli è un film del 1962 diretto da Florestano Vancini.

## Trama
In una piazza di Bologna oppressa dalla nebbia e presidiata dalla polizia, dove si è appena conclusa una sanguinosa sparatoria, un giovane si aggira attonito tra gli astanti sotto i portici.
Si tratta di Gabriele Ingenis, profugo istriano, che alcuni mesi prima in un luna park di Bologna incontra Corrado Minguzzi, un vecchio amico, in compagnia di Paolo Casaroli, un esaltato nostalgico della guerra. Ben presto i tre si legano ad un comune destino, procurandosi delle armi e costituendo una banda di rapinatori di banche con altri complici occasionali.
Quasi improvvisando compiono la prima rapina in un centro agricolo della Lombardia ai danni di una piccola banca. In seguito, la banda è più organizzata e a Genova assalta una banca piena di impiegati e clienti, svuotando la cassaforte.
Con le tasche piene di soldi, da Bologna i tre si spostano a Venezia dove, accompagnandosi con giovani donne di facili costumi e giocando al casinò, fanno la bella vita.
Rimasti quasi al verde, tentano il colpo grosso a Roma. Le cose però si mettono male per la reazione di un cassiere che, quando Casaroli passa dietro il bancone, tenta di portargli via il mitra. Ingenis spara due colpi di pistola e il cassiere cade ferito. Mentre poi fuggono verso l'auto che li attende, Minguzzi colpisce con una raffica di mitra un uomo che li insegue dando l'allarme.
Infine il tragico tentativo di Minguzzi e Casaroli di sottrarsi all'accompagnamento in Questura provoca altri morti e feriti e il giovane Ingenis che è rimasto estraneo alla sparatoria, credendo morti i due amici, si suicida in un cinema con un colpo di pistola.
Casaroli, invece, pur gravemente ferito, è ancora vivo e viene ricoverato in ospedale. Un giornalista riesce ad accedere alla camera in cui è piantonato e a parlare con lui. Quando esce, sente il bandito che canta il ritornello di Paquito lindo, la canzone del film Fifa e arena.